# Hastings (Nouveau-Brunswick)
Pour les articles homonymes, voir Hastings.
Hastings était un village canadien situé dans le territoire la municipalité de Fundy Albert, dans le comté d'Albert, au sud-est du Nouveau-Brunswick.

## Géographie
Hastings était situé dans les collines calédoniennes, plus précisément sur la butte Hastings, à 280 mètres d'altitude près de la rivière Forty Five.

## Histoire

Portrait de Charles Hastings Doyle.

Hastings est nommé ainsi en l'honneur de Charles Hastings Doyle, lieutenant-gouverneur du Nouveau-Brunswick de 1866 à 1867. Le bureau de poste ouvre ses portes en 1867. En 1871, Hastings compte 100 habitants. En 1898, il y a une église et 110 habitants. L'établissement de Upper Salmon River est regroupé à Hastings. Le bureau de poste ferme ses portes en 1939. Le village est ensuite exproprié comme quelques autres pour créer le parc national de Fundy. L'emplacement d'Hastings est désormais occupé par un terrain de camping.